# Abades
Abades è un comune spagnolo di 869 abitanti situato nella comunità autonoma di Castiglia e León.